# Hrabstwo Bennett
Hrabstwo Bennett (ang. Bennett County) – hrabstwo w stanie Dakota Południowa w Stanach Zjednoczonych. Obszar całkowity hrabstwa obejmuje powierzchnię 1190,59 mil² (3083,61 km²). Według szacunków United States Census Bureau w roku 2009 miało 3348 mieszkańców.
Hrabstwo powstało w 1909 roku.

## Miejscowości
- Allen (CDP)
- Martin[3].